# Musa Chiramanovič Manarov
Musa Chiramanovič Manarov (in russo Муса Хираманович Манаров?; Baku, 22 marzo 1951) è un cosmonauta sovietico nato in Azerbaigian.
Partecipò alle missioni Sojuz TM-4 e Sojuz TM-11.